# Saint-Julien-le-Pèlerin
Saint-Julien-le-Pèlerin ist eine französische Gemeinde mit 116 Einwohnern (Stand 1. Januar 2022) im Département Corrèze in der Region Nouvelle-Aquitaine.

## Geografie
Die Gemeinde liegt im Zentralmassiv  in der Xaintrie und wird von der Cère durchflossen. Sie gehört zur Xeintrie Noire. Tulle, die Präfektur des Départements, befindet sich etwa 40 Kilometer nordwestlich und Argentat 15 Kilometer nordwestlich sowie Saint-Céré rund 30 Kilometer südwestlich.
Nachbargemeinden von Saint-Julien-le-Pèlerin sind Goulles im Norden und Osten, Laroquebrou und Teyssieu im Süden, Camps-Saint-Mathurin-Léobazel im Westen sowie Sexcles im Nordwesten.

## Wappen
Beschreibung: In Silber ein ausgerissener grüner Baum. Im blauen Schildhaupt zwischen zwei fünfstrahligen goldenen Sternen ein liegender Halbmond in Silber.

## Einwohnerentwicklung
| Jahr      | 1962 | 1968 | 1975 | 1982 | 1990 | 1999 | 2007 | 2016 |
| Einwohner | 220  | 256  | 209  | 197  | 168  | 133  | 141  | 132  |